# Luis Otaño
Luis Otaño Arcelus (Rentería, 26 gennaio 1934) è un ex ciclista su strada e ciclocrossista spagnolo, professionista dal 1957 al 1968.

## Carriera
Originario dei Paesi Baschi, nei primi anni della sua carriera si dedicò al ciclocross, partecipando anche a un campionato del mondo.
Debuttò come professionista nel 1957. Partecipò a otto edizioni della Vuelta a España vincendo tre tappe. Arrivò secondo nell'edizione del 1964 a soli 33 secondi dal vincitore Raymond Poulidor dopo aver indossato la maglia gialla di leader per cinque giorni. Al Tour de France ottenne come miglior piazzamento un ventitreesimo posto nel 1962.
Vanta nel suo palmarès anche due campionati spagnoli in linea.

## Palmarès
- 1960 (Saint Raphaël, due vittorie)

4ª tappa Critérium du Dauphiné (Aix-en-Provence > Cluses)
1ª tappa, 1ª semitappa Driedaagse van Antwerpen (Wilrijk > Wilrijk)
- 1961 (Saint Raphaël/Licor 43, due vittorie)

4ª tappa Circuit d'Aquitaine
10ª tappa Vuelta a España (Madrid > Madrid)
- 1962 (Margnat, una vittoria)

Campionato spagnolo, Prova in linea
- 1963 (Margnat, due vittorie)

4ª tappa Grand Prix du Midi Libre (Nîmes > Sète)
2ª tappa Tour du Sud-Est (Bollène > Nîmes)
- 1964 (Ferrys, due vittorie)

9ª tappa Vuelta a España (Pamplona > San Sebastián)
Circuito de Pascuas
- 1965 (Ferrys, due vittorie)

6ª tappa Critérium du Dauphiné (Chambéry > Grenoble)
2ª tappa Bicicleta Eibarresa (Eibar > Eibar)
- 1966 (Fagor, cinque vittorie)

Campionato spagnolo, Prova in linea
15ª tappa Tour de France (Privas > Le Bourg-d'Oisans)
10ª tappa, 1ª semitappa Vuelta a España (Sitges > Barcellona)
1ª tappa Vuelta a Levante (Port de Sagunt > Castellon de la Plana)
1ª tappa Volta a la Comunitat Valenciana

### Altri successi
- 1957 (Real Union)

Premio de Legazpia
- 1958 (Mobylette Coabania)

Grand Prix Liberacion de Ondarroa
- 1960 (Saint Raphaël)

1ª tappa, 2ª semitappa Driedaagse van Antwerpen (Wilrijk, cronosquadre)
- 1961 (Licor 43)

3ª tappa Parigi-Nizza (Circuit de I'Etang, cronosquadre)
Classifica a punti Euskal Bizikleta
- 1963 (Margnat)

3ª tappa, 1ª semitappa Vuelta a Catalunya (Lloret de Mar > Sant Feliu de Guíxols)
Campionato spagnolo, Cronometro per regioni
- 1966 (Fagor)

GP Virgen Blanca
Vailly-sur-Sauldre
6ª tappa Vuelta a Ávila
Premio de Urretxu
Premio de Vitoria

## Piazzamenti

### Grandi giri
- Tour de France

1958: 56º
1959: ritirato (13ª tappa)
1960: 42º
1961: 38º
1962: 23º
1963: 38º
1964: 44º
1965: 30º
1966: 26º
1967: ritirato (17ª tappa)
- Vuelta a España

1958: 5º
1959: 8º
1961: 21º
1964: 2º
1965: 14º
1966: 4º
1967: 4º
1968: 11º

### Classiche monumento
- Milano-Sanremo

1960: 24º
1963: 6º
1965: 27º
1967: 63º
- Giro delle Fiandre

1963: 35º
- Parigi-Roubaix

1963: 32º
- Liegi-Bastogne-Liegi

1960: 49º
1961: 8º
1963: 31º
- Giro di Lombardia

1960: 66º

### Competizioni mondiali
- Campionato del mondo su strada

Berna 1961 - In linea: ritirato
Salò 1962 - In linea: 13º
Sallanches 1964 - In linea: 16º
San Sebastián 1965 - In linea: 48º
Nürburgring 1966 - In linea: ritirato
- Campionato del mondo di ciclocross

Edelare 1957: 25º